# Buch (Kirchseeon)
Buch ist ein Ortsteil der Marktgemeinde Kirchseeon im oberbayerischen Landkreis Ebersberg. 

## Lage
Das Kirchdorf Buch liegt inmitten einer Rodungsinsel etwa vier Kilometer südwestlich von Kirchseeon.

## Geschichte
Buch wurde erstmals 808 urkundlich erwähnt. Demnach verfügte das Dorf damals bereits über einen Kirchenbau. Der Ortsname "Poche" verweist auf den Standort eines Pochwerks. Eine weitere erhaltene Erwähnung datiert auf den 17. Februar 828, als der Diakon Hiltof die Schenkung seines Besitzes zu "Poah" an den Bischof Hitto von Freising erneuert. Die mittelalterliche Dorfkirche wurde wohl mehrmals umgebaut und befand sich um 1580 in einem schlechten Erhaltungszustand. Lediglich Teile der Langhausmauern wurden in die 1687 errichtete barocke Kirche St. Peter einbezogen. Bis 1970 war diese eine Filialkirche der Pfarrei Zorneding und gehört heute zur Pfarrei Kirchseeon.
Um 1800 bestand Buch aus dieser Dorfkirche und 17 Höfen. Historisch bedeutend ist, dass 1854 in der Rodungsinsel die erste Flurbereinigung auf bayerischem Gebiet stattfand. Ein architekturhistorisch wichtiger Bau ist das sogenannte ,Jagerhäusl', ein in reiner Holzbauweise im 18. Jahrhundert errichtetes Blockhaus. Es diente vermutlich der Unterbringung von Jägern und Jagdgehilfen und stand neben dem Pechler-Hof, der sich im Eigentum der Grafen Fugger zu Zinneberg befand. Die Eigentümer des Jagerhäusls, die Familie Duddek, vermachte es 1984 der Stadt Ebersberg, um als Exponat und zentraler Bau des damals in Planung befindlichen Museums Wald und Umwelt zu dienen. Weil das künftige Museum nicht in Buch, sondern auf der Ludwigshöhe nördlich von Ebersberg eingerichtet werden sollte, wurde das Jagerhäusl 1990 ab- und bis 1995 am neuen Standort originalgetreu wiederaufgebaut. 
Buch besaß für Münchener Ausflugreisende ("Sommerfrischler") touristische Bedeutung und war auch bei Kunstmalern beliebt. Für seine angeblich warme Quelle soll die Bucher Badeanstalt weithin bekannt gewesen sein.